# Ted W. Lawson
Ted William Lawson (Alameda, 7 de março de 1917 — Chico, 19 de janeiro de 1992) foi um oficial norte-americano das Forças Aéreas do Exército dos Estados Unidos. É conhecido como o autor de Thirty Seconds Over Tokyo, um livro de memórias de sua participação no Ataque Doolittle em Tóquio em 1942. O livro foi posteriormente adaptado para o filme de 1944, com o mesmo nome, estrelado por Spencer Tracy, Van Johnson e Robert Mitchum.

## Vida pregressa
Lawson nasceu em Alameda, Califórnia e frequentou a Los Angeles City College (LACC) entre 1937 e 1938. Ele ingressou no Corpo Aéreo do Exército dos Estados Unidos como cadete de aviação em março de 1940, enquanto estudava engenharia aeronáutica e trabalhava no departamento de desenho técnico da Douglas Aircraft Company. Após instruções básicas de voo em Hancock Field, Santa Maria, Califórnia, Lawson participou do treinamento de voo primário em Randolph Field e do treinamento avançado em Kelly Field, recebendo asas de piloto e comissão [en] como segundo-tenente em 15 de novembro de 1940.
Lawson foi designado para o 95º Esquadrão de Bombardeio, o 17º Grupo de Bombardeio (Médio) em McChord Field, Washington. Ele foi designado como copiloto, voando em bombardeiros médios B-18 Bolo e no Douglas B-23 Dragon. Ele se tornou o primeiro piloto em fevereiro de 1941 e, dois meses depois, o grupo recebeu sete B-25 Mitchells, o primeiro dos novos bombardeiros médios a serem designados para uma unidade do Corpo Aéreo.
Enquanto seu esquadrão estava em McChord, Lawson se casou com Ellen Arlene Reynolds, uma bibliotecária da LACC que ele conhecera quando estudante, em Spokane, em 5 de setembro de 1941. Seu padrinho na cerimônia foi o tenente-coronel Robert M. Gray, que seria um colega piloto no Ataque Doolittle.

## Segunda Guerra Mundial

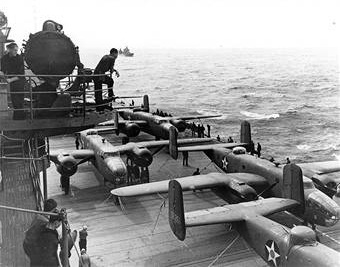
A aeronave de Lawson (em primeiro plano) e outros B-25 no convés do USS Hornet

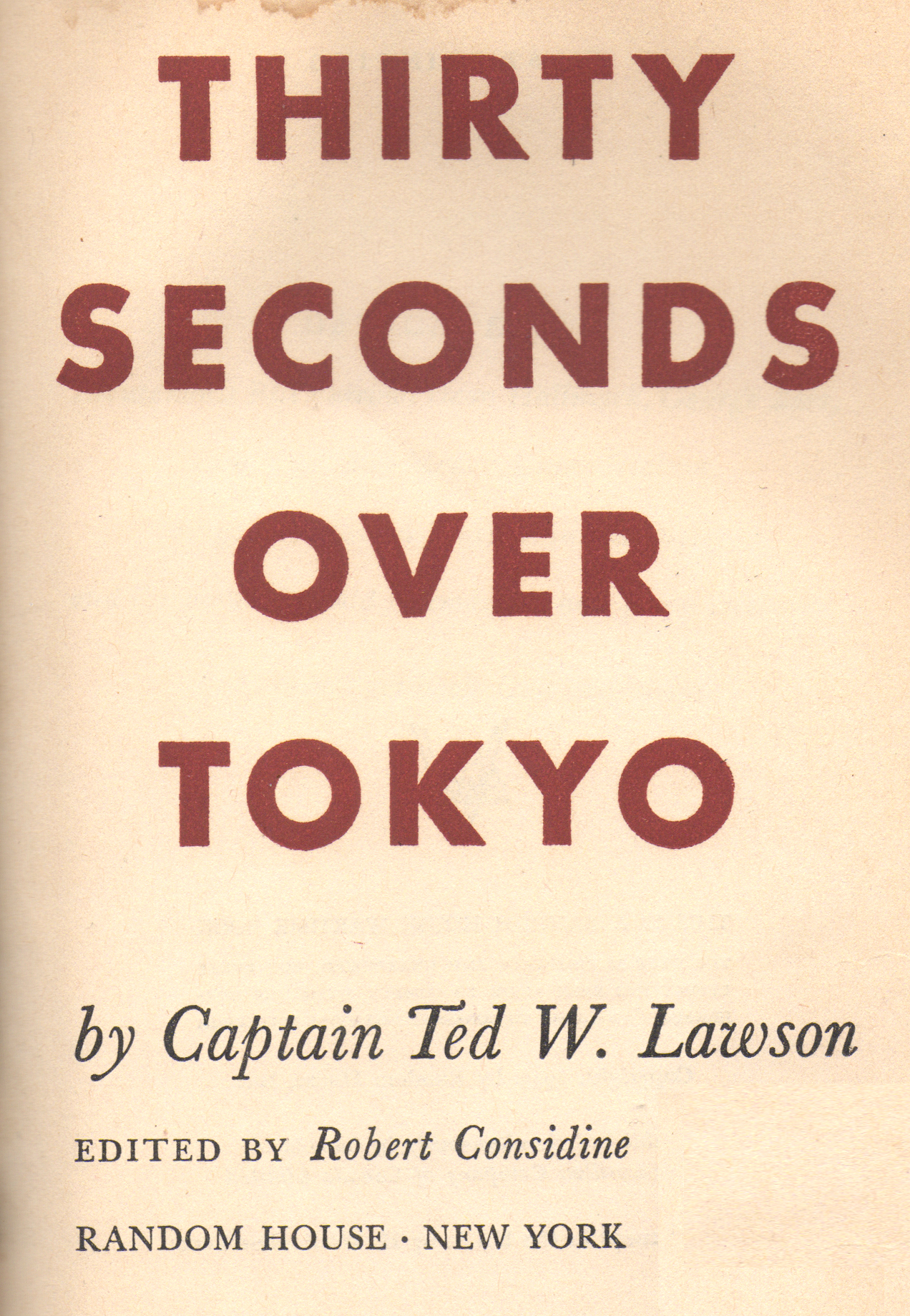
Folha de rosto, "Thirty Seconds Over Tokyo", 1ª edição, 1943

No início de 1942, Lawson, então primeiro-tenente, pilotava patrulhas antissubmarinas com o 17º GB (Grupo de Bombardeio) em Pendleton, Óregon. Como o primeiro grupo do Corpo Aéreo do Exército a receber a aeronave B-25 Mitchell, o 17º GB tinha os pilotos mais experientes e, portanto, foi ordenado ostensivamente do Oregon à Base Aérea do Exército do Condado de Lexington, em Columbia, Carolina do Sul, para fazer patrulhas semelhantes na costa leste dos Estados Unidos, mas na realidade era para se preparar para a missão contra o Japão. O grupo se transferiu oficialmente a partir de 9 de fevereiro para Columbia, onde suas equipes de combate tiveram a oportunidade de se voluntariar para uma missão "extremamente perigosa", mas não especificada. Em 17 de fevereiro, o grupo foi destacado da Oitava Força Aérea.
O tenente Lawson foi aceito como voluntário para a missão liderada pelo então tenente-coronel Jimmy Doolittle para bombardear Tóquio e várias outras cidades com 16 bombardeiros B-25 Mitchell a bordo do porta-aviões USS Hornet (CV-8) — o primeiro ataque aéreo no Japão continental durante a Segunda Guerra Mundial após o ataque a Pearl Harbor. A aeronave que ele voou no ataque foi apelidada de "O Pato Rupturado" (The Ruptured Duck) (número de série da AAF 40-2261). Segundo Lawson em seu livro, o nome incomum do avião surgiu de um pequeno acidente de treinamento, onde a cauda da aeronave raspou o solo na decolagem. Logo depois do acidente Lawson descobriu que alguém havia escrito "pato rupturado" em giz na fuselagem de sua aeronave. Inspirado, ele pediu ao seu atirador de tripulação, cabo Rodger Lovelace, para criar uma caricatura na aeronave do Pato Donald com muletas e fones de ouvido do piloto.
Depois de realizar a missão a 275 quilômetros além do planejado e bombardear seus alvos no Japão, todas as aeronaves ficaram sem combustível antes de chegar aos aeródromos de recuperação planejados na China (não ocupada pelo Japão). Lawson e sua tripulação bateram seu avião na costa da pequena ilha de Nantien quando seus motores falharam ao tentar pousar na praia durante uma tempestade. Lawson e seu copiloto foram ambos jogados contra o para-brisa do B-25, com Lawson sofrendo uma fratura composta da perna esquerda, um bíceps esquerdo lacerado e lesões faciais graves no processo. Todos os cinco tripulantes sobreviveram ao acidente; no entanto, todos, exceto o engenheiro de vôo/artilheiro David J. Thatcher, sofreram ferimentos graves. O bombardeador Robert Clever foi repatriado aos EUA, para morrer em outro acidente de avião em novembro de 1942. Depois que Lawson foi transportado por chineses amigáveis por várias províncias da China para fugir das tropas japonesas que procuravam sua tripulação, a perna infectada de Lawson foi amputada pelo cirurgião de voo da missão, tenente Thomas R. White. A arte do bombardeiro destruído, "The Duck Ruptured", foi posteriormente recuperada pelos japoneses e exibida em Tóquio.

### Autor
Em janeiro de 1943, Lawson e o colunista Bob Considine decidiram escrever um livro sobre a missão, intitulado Thirty Seconds Over Tokyo. Em quatro noites e dois dias no Mayflower Hotel, em Washington, D.C., toda a história foi elaborada, embora a aprovação para publicar o livro só tenha sido dada depois que as informações sobre o ataque foram divulgadas pelo Departamento de Guerra dos EUA em abril de 1943. 
Thirty Seconds Over Tokyo apareceu pela primeira vez em seis edições da revista Collier's, de 22 de maio a 26 de junho de 1943. Também foi publicado no final daquele ano pela Random House como livro de "tempos de guerra" no formato de livro de capa dura com 220 páginas.
Através de amigos da área de Los Angeles, Ted fez contato com Sam Zimbalist, então produtor da Metro-Goldwyn-Mayer, e o filme foi lançado em 1944. O filme estrelou Van Johnson como Lawson, ao lado de Spencer Tracy e Robert Mitchum. Ele ganhou um Oscar de melhores efeitos especiais. Em 2003 a Brassey's Inc. reeditou o Thirty Seconds Over Tokyo com mais fotos e com uma introdução sobre a viúva de Lawson, Ellen.

## Vida posterior
Juntamente com a maioria dos sobreviventes do ataque Doolittle, Lawson acabou sendo repatriado de volta aos Estados Unidos e, no seu caso, foi repatriado por necessitar de mais cuidados médicos incluindo uma segunda amputação de sua perna ferida e reconstrução da face inferior. Durante sua recuperação, Lawson foi promovido a capitão de acordo com a recomendação de Doolittle de que todos os atacantes fossem promovidos de uma patente e, posteriormente, para major. Ele serviu como Oficial de Ligação, Missão Aérea dos EUA, Santiago, Chile, de maio de 1943 a abril de 1944.
Ele foi aposentado das Forças Aéreas do Exército dos EUA por incapacidade física em 2 de fevereiro de 1945. Suas decorações incluem a Cruz de Voo Distinto, Coração Púrpuro e a Medalha do Exército, da Marinha e do Corpo Aéreo da China, Classe A, 1ª Série.
Após a guerra, Lawson possuía e operava uma oficina mecânica no sul da Califórnia e também trabalhava para a Reynolds Metals como uma ligação entre a empresa e a força armada. Ele morreu em sua casa em Chico, Califórnia, em 19 de janeiro de 1992 e foi enterrado no cemitério de Chico (Chico Cemetery Mausoleum).

## Honrarias e homenagens
A Base Aérea Lawson na Fort Benning, Geórgia, é parcialmente nomeada em sua homenagem. Foi originalmente nomeada apenas em homenagem a Walter R. Lawson, um aviador (sem relação com Ted) também do Corpo Aéreo do Exército dos Estados Unidos, que ganhou a Cruz de Serviço Distinto na Primeira Guerra Mundial. Vários anos depois, após o Ataque Doolittle na Segunda Guerra Mundial, o nome de Ted W. Lawson foi adicionado ao memorial no aeródromo.
O Pearl Harbor Aviation Museum, localizado no Ford Island, tem em exibição um B-25 pintado como a aeronave de Lawson durante o Ataque Doolittle.